# Istállós-kő
Istállós-kő (Übersetzt: Stallstein, Scheunenstein) ist ein 958,1 m hoher Berg in Ungarn. Er ist der zweithöchste Berg im Bükk und der sechsthöchste Berg Ungarns. Bis 2014 galt er als der höchste Berg im Bükk. Eine Vermessung ergab aber, dass Szilvási-kő mit 960,715 m höher ist. Die Istállós-kő-Höhle auf 535 m ist ein Fundort zahlreicher Artefakte aus der Altsteinzeit.
Der Berg kann von Szilvásvárad aus über einen wenige hundert Meter langen Pfad erreicht werden.